# Benjamin Hübner
Benjamin Hübner (Wiesbaden, 4 luglio 1989) è un ex calciatore tedesco, di ruolo difensore.
Ha un fratello anch'egli calciatore, Christopher Hübner.

## Statistiche

### Presenze e reti nei club
Statistiche aggiornate al 19 aprile 2016.
| Stagione               | Squadra                | Campionato             | Campionato | Campionato | Coppe nazionali | Coppe nazionali | Coppe nazionali | Coppe continentali | Coppe continentali | Coppe continentali | Altre coppe | Altre coppe | Altre coppe | Totale | Totale |
| Stagione               | Squadra                | Comp                   | Pres       | Reti       | Comp            | Pres            | Reti            | Comp               | Pres               | Reti               | Comp        | Pres        | Reti        | Pres   | Reti   |
| ---------------------- | ---------------------- | ---------------------- | ---------- | ---------- | --------------- | --------------- | --------------- | ------------------ | ------------------ | ------------------ | ----------- | ----------- | ----------- | ------ | ------ |
| 2007-2008              | Wehen Wiesbaden        | 2L                     | 1          | 0          | -               | -               | -               | -                  | -                  | -                  | -           | -           | -           | 1      | 0      |
| 2008-2009              | Wehen Wiesbaden        | 2L                     | 17         | 0          | CG              | 1               | 0               | -                  | -                  | -                  | -           | -           | -           | 18     | 0      |
| 2009-2010              | Wehen Wiesbaden        | 3L                     | 34         | 1          | CG              | 1               | 0               | -                  | -                  | -                  | -           | -           | -           | 35     | 1      |
| 2010-2011              | Wehen Wiesbaden        | 3L                     | 24         | 0          | -               | -               | -               | -                  | -                  | -                  | -           | -           | -           | 24     | 0      |
| 2011-2012              | Wehen Wiesbaden        | 3L                     | 31         | 2          | CG              | 1               | 0               | -                  | -                  | -                  | -           | -           | -           | 32     | 2      |
| Totale Wehen Wiesbaden | Totale Wehen Wiesbaden | Totale Wehen Wiesbaden | 107        | 3          |                 | 3               | 0               |                    |                    |                    |             |             |             | 110    | 3      |
| 2012-2013              | Aalen                  | 2L                     | 24         | 2          | CG              | 2               | 0               | -                  | -                  | -                  | -           | -           | -           | 26     | 2      |
| 2013-2014              | Aalen                  | 2L                     | 32         | 2          | CG              | 2               | 0               | -                  | -                  | -                  | -           | -           | -           | 34     | 2      |
| Totale Aalen           | Totale Aalen           | Totale Aalen           | 56         | 4          |                 | 4               | 0               |                    |                    |                    |             |             |             | 60     | 4      |
| 2014-2015              | Ingolstadt 04          | 2L                     | 31         | 2          | CG              | 1               | 0               | -                  | -                  | -                  | -           | -           | -           | 32     | 2      |
| 2015-2016              | Ingolstadt 04          | BL                     | 26         | 1          | CG              | 1               | 0               | -                  | -                  | -                  | -           | -           | -           | 27     | 1      |
| Totale Ingolstadt 04   | Totale Ingolstadt 04   | Totale Ingolstadt 04   | 57         | 3          |                 | 2               | 0               |                    |                    |                    |             |             |             | 59     | 3      |
| Totale carriera        | Totale carriera        | Totale carriera        | 220        | 10         |                 | 9               | 0               |                    |                    |                    |             |             |             | 229    | 10     |

## Palmarès

### Club

#### Competizioni nazionali
- Campionato tedesco di seconda divisione: 1

Ingolstadt 04: 2014-2015